# Jim Milisavljevic
Dragoljub „Jim” Milisavljevic (ur. 15 kwietnia 1951 w Melbourne, zm. 24 lutego 2022) – australijski piłkarz. Grał na pozycji bramkarza. Był członkiem kadry Australii na Mundialu 1974, który odbywał się w RFN.

## Kariera klubowa
Jim Milisavljevic karierę piłkarską rozpoczął w klubie SC Croatia Melbourne. W latach 1974–1975 występował w klubie Footscray JUST.

## Kariera reprezentacyjna
Jim Milisavljevic występował w reprezentacji Australii w 1974 roku. Był członkiem kadry Australii na Mistrzostwa Świata. Na Mundialu w RFN był rezerwowym i nie wystąpił w żadnym spotkaniu. Nigdy nie zadebiutował w reprezentacji, wystąpił jedynie w nieoficjalnych spotkaniach Australii.